# Budva
Budva (en montenegrí ciríl·lic: Будва) és una ciutat costanera de Montenegro, situada a la zona central del sud del país. És la capital i centre administratiu del municipi homònim així com la sisena ciutat de major grandària del país. Segons el cens realitzat l'any 2011 la població és al voltant de 18.000 habitants a la ciutat i de 19.218 en tot el municipi.
L'àrea costanera propera a Budva, (Budvanska rivijera), és un centre turístic famós per les seves platges de sorra, vida nocturna i bells exemples d'arquitectura mediterrània.

## Història
Existeix vasta evidència arqueològica que situa a Budva entre els assentaments més antics del litoral adriátic. Així mateix, nombrosos testimoniatges escrits proveeixen fets històrics que daten del segle v aC. Una llegenda explica que Budva va ser fundada per Cadmus el Fenici, heroi exiliat de Tebas que va trobar en aquest lloc un refugi per a ell i la seva esposa Harmonia.

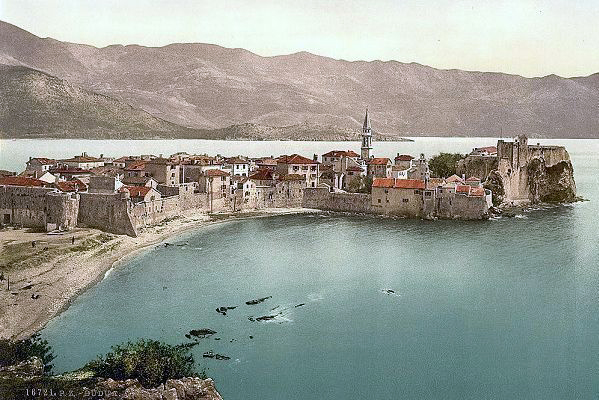
Postal de Budva de començaments de 1900.

Grècia i Roma van deixar també les seves petjades. Després de la caiguda de l'Imperi Romà, i la seva divisió en orient i occident, la barrera defensiva que separava tots dos imperis corria per aquesta àrea, deixant, en conseqüència, un impacte important en la història de la ciutat. En l'edat mitjana, van regnar en Budva una successió de reis diocleanos, aristòcrates de Zeta, i venecians. Aquests últims van dominar la ciutat durant 300 anys. Als segles posteriors, la ciutat va estar successivament sota el domini d'Àustria, França i Rússia. Una unió de Boka Kotorska, Budva i Montenegro es va mantenir per un curt període (1813-1814), però des de 1814 a 1819 Budva va romandre sota el domini de l'Imperi Austrohúngaro. Després de la declinació d'est, en 1918, Budva va quedar integrada al regne de Iugoslàvia.
La segona Guerra Mundial va prendre moltes vides de pobladors de la regió en la lluita contra els conqueridors nazis. Budva va ser finalment alliberada del domini alemany el 22 de novembre de 1944.
El 15 d'abril de 1979, Budva va anar pràcticament destruïda per un terratrèmol. Gairebé tota la ciutat vella va ser devastada, però actualment queda poca evidència de la catàstrofe, ja que gairebé tots els edificis han estat restaurats.

## Ciutat vella
Existeixen diferents llegendes i històries sobre l'origen de la Ciutat Vella. Estudiosos i historiadors creuen que era originalment una illa, que després es va unir a la costa mitjançant una llengua de sorra. Es diu que Budva va ser descoberta per un marí grec anomenat Boutoua. L'Imperi romà va marcar indubtablement la seva influència sobretot el litoral montenegrí.
Gairebé tota l'arquitectura de la Ciutat vella és d'estil venecià. Portes, marcs, finestres, balconades i altres detalls semblen d'estil romà. Inclou tres esglésies: la més antiga és Sant Iván, construïda al segle vii, Santa María de Punta, l'any 840, i la Santíssima Trinitat, acabada en 1804.

## Població
Budva és el centre administratiu del municipi homònim, que segons el cens realitzat l'any 2011 té una població total de 19.218 habitants. La població de la ciutat ronda els 18.000 habitants i la seva distribució ètnica està constituïda en un 45,33% per montenegrins, en un 40,9% per serbis i el 13,7% restant ho constitueixen minories ètniques com a musulmans i croats.
| 687 | 812 | 1.349 | 2.550 | 4.684 | 7.178 | 10.918 | 18.000 |

## Turisme

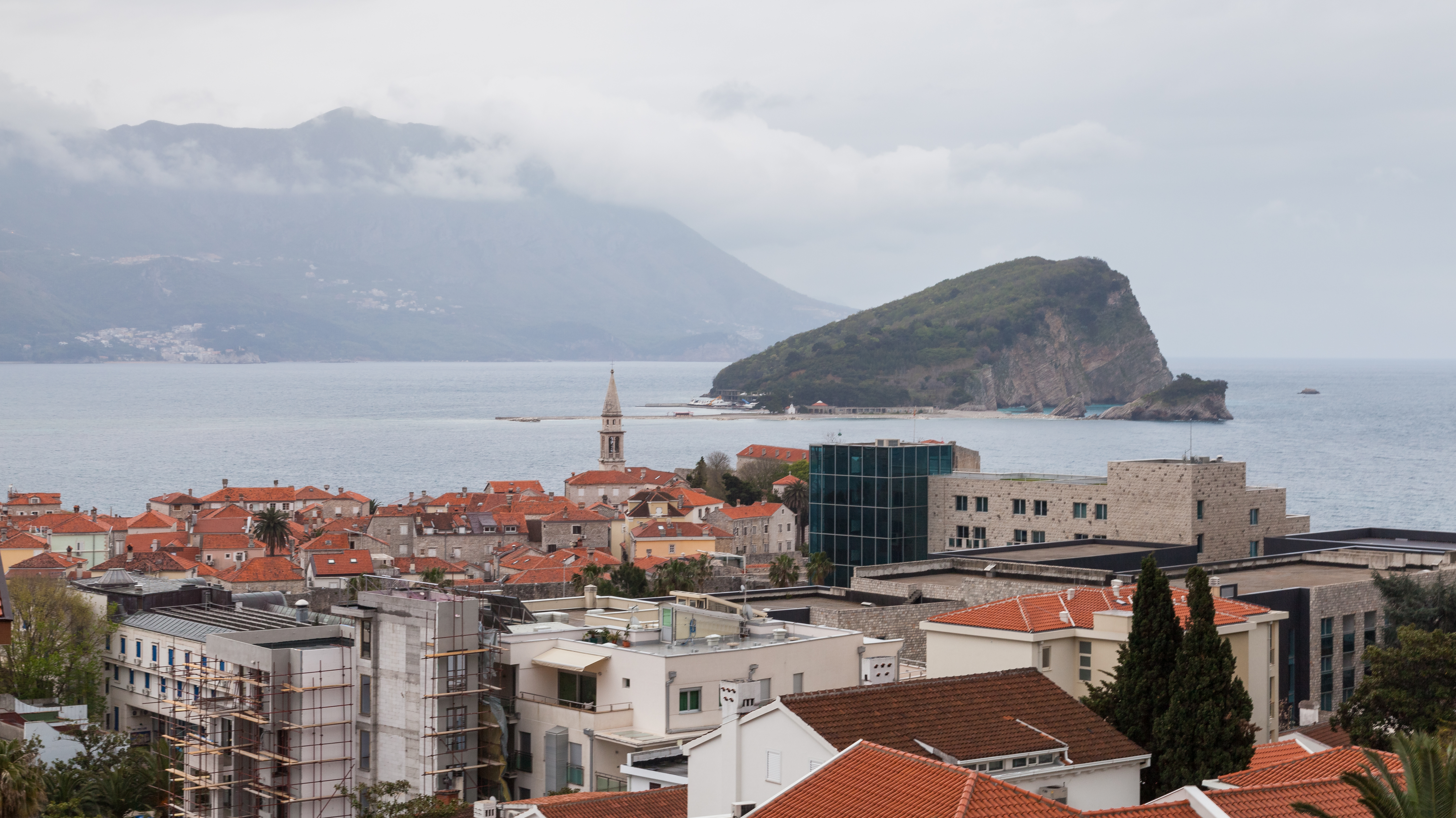
Vista de Budva

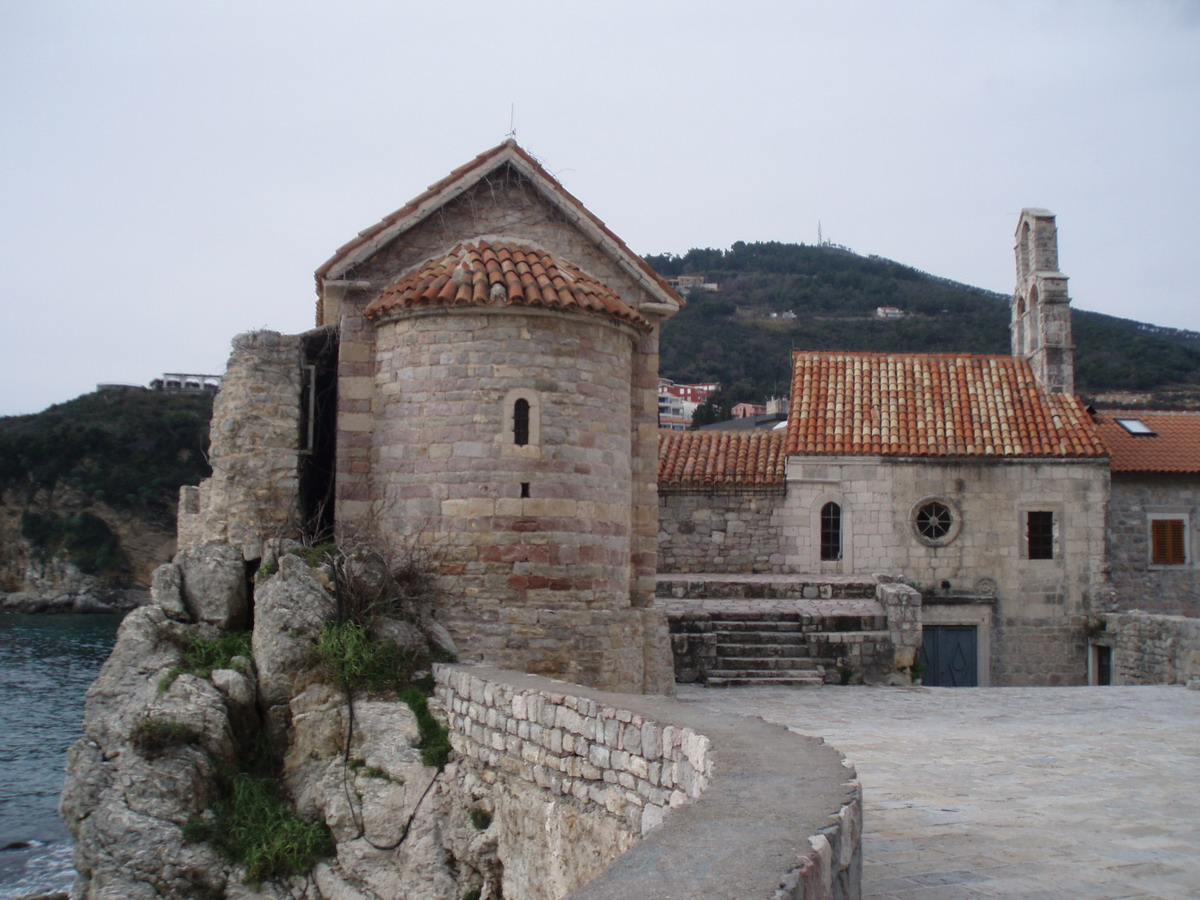
Nucli històric de Budva

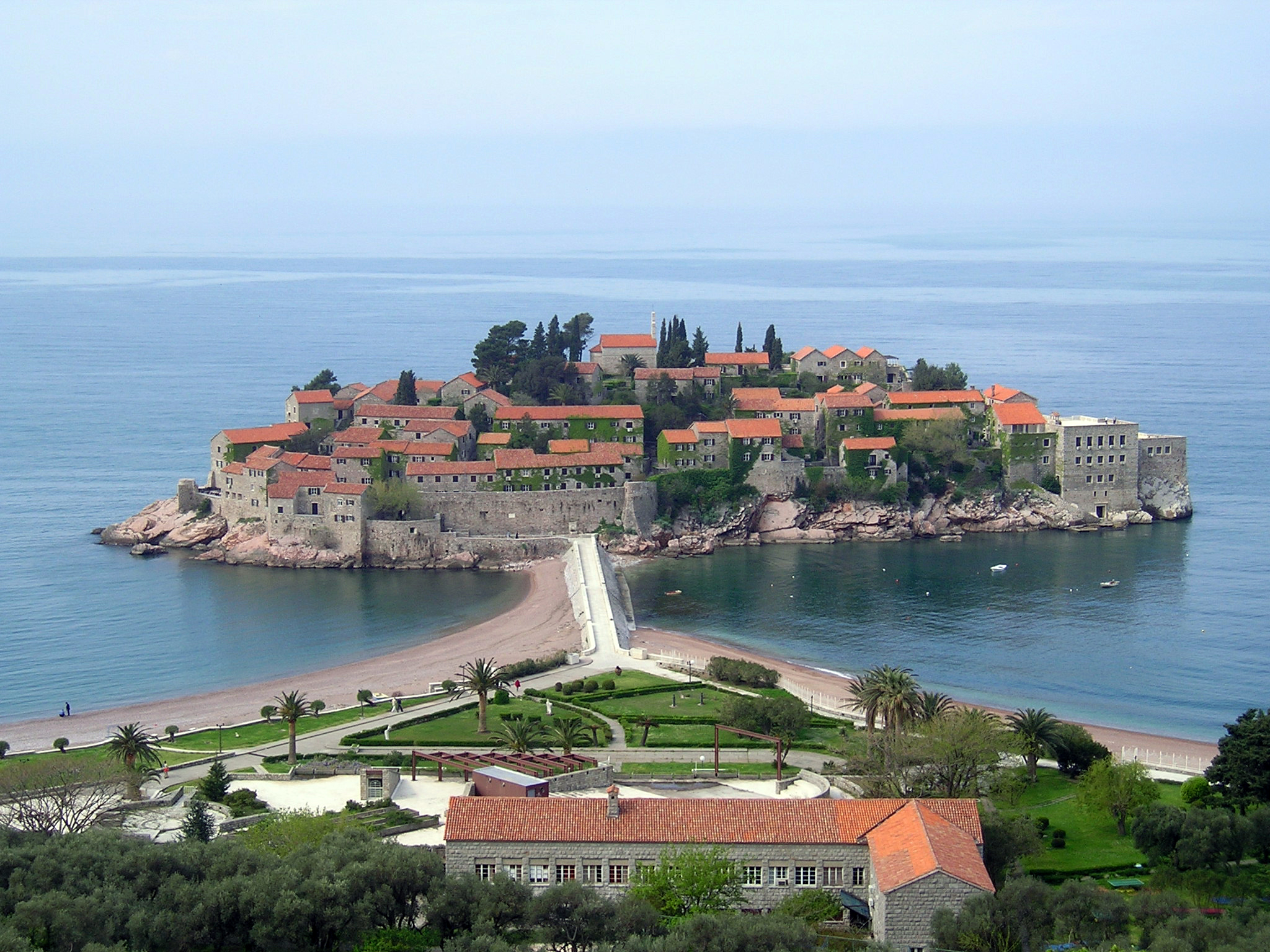
Sveti Stefan, situat a sis quilòmetres de Budva

Budva és la capital del turisme montenegrí. Amb més de 250.000 visitants en l'estiu de 2005, que van significar 1.600.000 estadies, és la destinació més popular per al turisme al país.
Sigui pels seus 11.310 m de platges de sorra, o per la seva vasta herència cultural i bella arquitectura, Budva atreu més i més turistes estrangers cada any.
La ciutat és molt depenent de la seva vida nocturna, que porta a centenars de joves a recórrer en les nits tots els clubs disponibles. Al carrer principal de Budva, moltíssims locals ofereixen diversió de la més variada índole, incloent petits cafès, restaurants, negocis i els cinc principals clubs nocturns (Fresh, Raffaelo, Renaissance, Miami i Trocadero).
La platja més famosa de Budva és Mogren. Assentada entre diversos grans penya-segats, s'accedeix per una sendera de 500 metres de longitud des de la ciutat vella. Altres platges de la zona són Ričardova glava (Cap de Ricard), Pizana, Slovenska (Platja Eslava) i Guvance. Moltes altres platges se situen als afores de Budva, en petits poblats propers com Becici, Jaz, Trsteno, Maestral, Miločer, Sveti Stefan, Pržno i Kamenovo.
Es diu que Budva és "multicolor" perquè la majoria dels seus edificis té una àmplia varietat de colors. Com Budva és una ciutat enfocada en la nova arquitectura, a l'estil de Miami, el traçat fora de la ciutat vella no conserva moltes fites històriques.
Prop de Budva existeixen hotels exclusius (Sveti Stefan i Miločer), llocs freqüentats per moltes celebritats, així com per empresaris i polítics locals.

## Transport

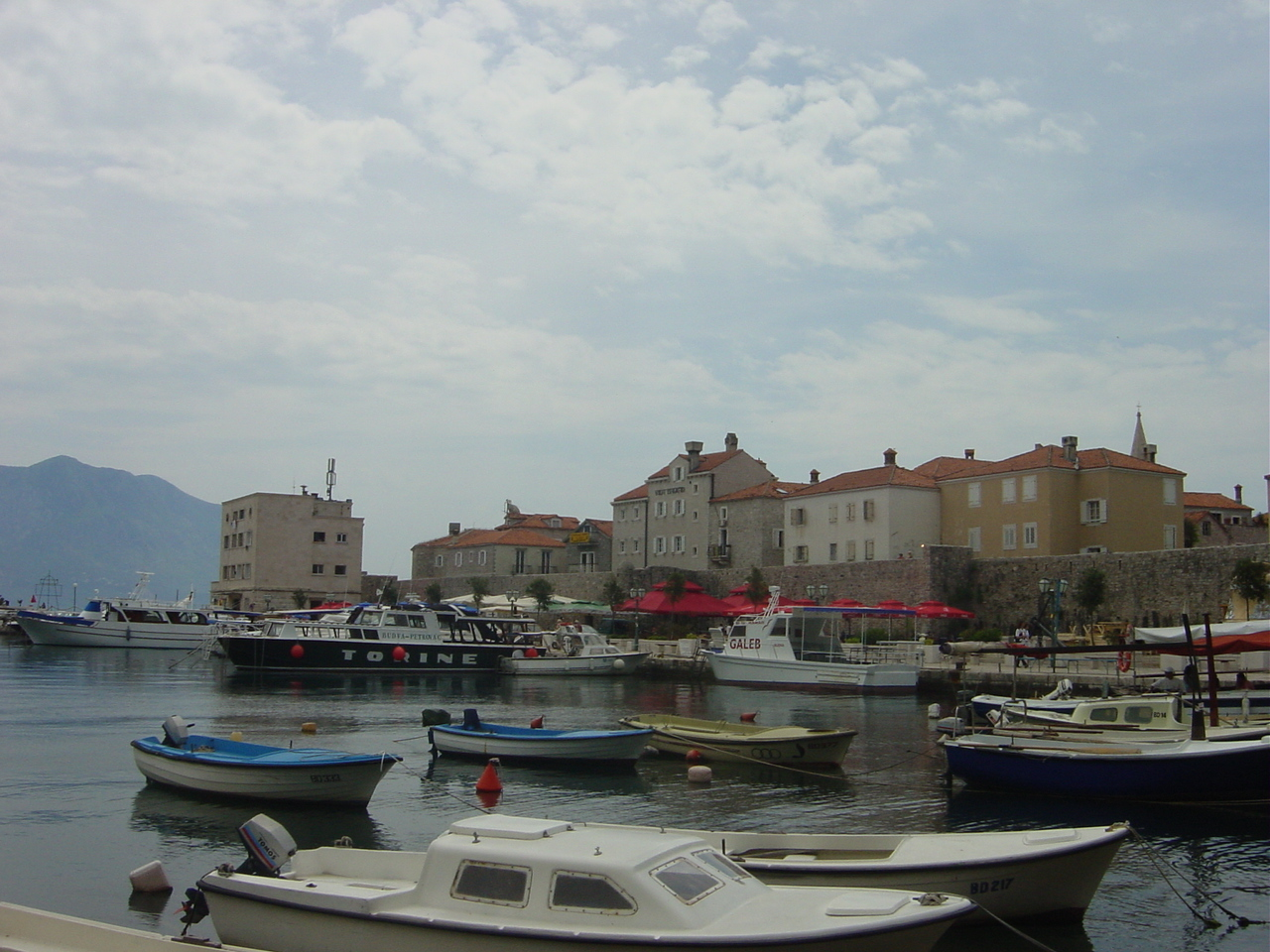
Port de Budva.

Budva es connecta amb l'interior de Montenegro mitjançant dues rutes. Hi ha dues formes d'arribar a Budva des de Podgorica: per Cetinje o mitjançant el recentment construït túnel de Sozina.
En tots dos casos, Podgorica es troba a 60 km, sent tots dos traçats les principals vies de Montenegro.
Budva es connecta amb altres ciutats costaneres del Adriático mitjançant llanxes, des de Ulcinj, a l'extrem sud, fins a Herceg-Novi, a Croàcia.
L'aeroport de Tivar es troba a 20 quilòmetres. Hi ha vols regulars a Belgrad i a Zúric, i dotzenes de vols charters que aterren especialment a l'estiu.
L'aeroport de Podgorica, a 65 quilòmetres, permet la majoria de les connexions regulars a la resta d'Europa durant tot l'any.

## Clima
Budva té un típic clima mediterrani, amb estius càlids i hiverns freds, i 97 dies assolellats per any. Està entre les ciutats mediterrànies més càlides, amb una temperatura mitjana de 8 °C al gener i 23,9 °C al juliol. La temperatura mitjana a l'estiu és de 23,1 °C i a l'hivern de 9,3 °C.
La temperatura del mar aconsegueix fins als 24,7 °C en els mesos d'estiu, romanent entre 18 i 19 °C a la tardor.

## Ciutats agermanades
La ciutat de Budva es troba en aquests moments agermanada amb:
- Novi Sad, Sèrbia
- Velika Plana, Sèrbia
- Banská Bystrica, Eslovàquia, (des de 2001)[2]
- Ohrid, Macedònia del Nord